# كنيسة أم الزنار
كنيسة أم الزنار من أقدم الكنائس بالعالم واسمها الرسمي كاتدرائية السيدة العذراء أم الزنار وتقع في محافظة حمص في منطقة الحميديّة بسوريا. هي كنيسة تاريخيّة أثريّة ترقى للقرن الأول ودعيت بهذا الاسم لوجود زنار ثوب مريم العذراء محفوظًا فيها. كانت الكنيسة في أواسط القرن العشرين مقر بطريركية أنطاكية وسائر المشرق للسريان الأرثوذكس، وغدت بعد انتقال الكرسي البطريركي إلى دمشق العاصمة مقر أبرشية حمص وحماه للسريان الأرثوذكس.
تشتهر الكنيسة بنمطها المعماري الفريد، وقد استخدم الحجر البازلتي الأسود في البناء كجامع خالد بن الوليد القريب، فضلاً عن القناطر الحجرية. تحت الكنيسة الحاليّة، يوجد كنيسة تعتبر من أقدم كنائس العالم، ويوجد بقربها نبع ماء يصل لعمق 20 متر. يلحق بالكنيسة مزار خاص يعرض فيه زنار العذراء، وفي 15 أغسطس من كل عام وهو عيد انتقال العذراء ينقل من الكنيسة ويطاف به في الشوارع المجاورة. تمّ في الكنيسة عدة عمليات ترميم أكبرها أواخر القرن التاسع عشر، ومن ثم عام 1953 أيام البطريرك إغناطيوس أفرام الأول برصوم.
والكنيسة الآن مقر المطرانية السريانية ومركز حج هام لكثير من الزوار المؤمنين، ومؤخراً تم التعاون بين المطرانية ووزارة السياحة السورية لإجراء دراسة أثرية حيث تم الاتفاق على إقامة جدران استنادية وإكمال أعمال الحفر والترميم وما زال المشروع قيد التنفيذ. وأهم مرجع تاريخي تحدث عن تاريخ الكنيسة فهو منشور بعنوان «اللؤلؤ المنثور» للبطريرك إفرام برصوم.

## التاريخ

### التاريخ القديم

صورة للزنَّار المُقدَّس العائد للسيدة مريم العذراء

يعود تاريخ تشييد الكنيسة التحأرضيّة لعام 59 وكانت أشبه بقبو تحت الأرض تتم العبادة فيه سرًا خشية من الحكم الروماني الوثني، وذلك على يد إيليا أحد تلاميذ المسيح السبعين؛ وبعد أن أصبحت حمص مقر أبرشيّة كانت الكنيسة كرسي الأبرشية الأسقفي وأقام فيها أول أساقفتها سلوانس قرابة الأربعة عقود حتى وفاته عام 312. بعد صدور ميلانو عام 313 بدأ مسيحيو حمص تشييد كنيسة كبيرة فوق الكنيسة القديمة المحفورة تحت الأرض، واستعملوا في بنائها الحجر الحمصي الأسود، وسَقفوا الكنيسة بالخشب لكن ليست لدينا المعلومات الكافية عن طولها وعرضها وإليها نُقل الزنار المقدس الذي كان محفوظاً بوعاء معدني وضمن جرن بازلتي، أما عمود الجرس أو الجرسيّة فقد بنيت في القرن السادس أو القرن السابع.
بموجب التقاليد المسيحية، فإن الزنار كان من نصيب القديس توما الذي نقله إلى الهند ومكث فيها أربع قرون، حين نقل إلى الرها مع رفات القديس توما، ومنها إلى حمص سنة 476، حيث أن راهبًا يدعى الأب داود الطورعابديني قدم إلى الكنيسة ومعه الزنار وحفظ الزنار في الكنيسة وسميّت الكنيسة نسبة للزنار.

### التاريخ الحديث
في عام 1852 قام المطران يوليوس بطرس بترميم الكنيسة، فردم السقف الخشبي وبعض الجدران، وأشادوا الكنيسة الحالية القائمة على ستة عشر عاموداً ضخماً منها ثماني أعمدة وسط الكنيسة والباقي ضمن جدرانها، وأشادوا في وسطها قبة نصف اسطوانية مزخرفة. أما الزنار فقد وضع ضمن جرن بازلتي في وسط المذبح، ووضعوا فوقه حجرًا ونقشوا عليه بالخط الكرشوني تاريخ تجديد الكنيسة وأسماء المتبرعين، وذكروا أنَّ الكنيسة تَرجع لعام 59.
في عام 1901 أضيف للكنيسة الجرسيَّة الحالية، وفي عام 1910 وبأمر من السلطان العثماني محمد الخامس جددت الكنيسة، وفي عام 1953 وخلال حبرية البطريرك إغناطيوس أفرام الأول برصوم تم إخراج الزنار من وسط المذبح، وعرضه في مزار صغير مجاور للكنيسة؛ وفي عام 1954 قام البطريرك أفرام الأول برصوم بتوسيع الكنيسة لجهة الغرب وإضافة جناح لها.

### في احتجاجات 2011-2012
كانت المنطقة التي تحوي الكنيسة، قد شهدت عدة مظاهرات منذ بداية الانتفاضة الشعبية عام 2011، واحتمى فيها عدد من أعضاء الجيش السوري الحر. خلال قصف حمص الذي تمّ في فبراير 2012 قصفت منطقة الحميديّة بالمدفعيّة الثقيلة وتعرضت الكنيسة لأضرار خارجيّة كما احترق عدد من المحلات المجاورة نتيجة قذائف الهاون، ونشر العديد من الفيديوهات على موقع يوتيوب تصوّر احتراق المحال والمنازل والتخريب الذي أصاب الكنيسة نتيجة المعارك سيّما بعد اضطرار الجيش الحر الانسحاب من المنطقة نحو منطقة الخالدية التي تقع شمالها، في حين نفت المطرانية أن تكون الكنيسة بحد ذاتها قد نهبت أو أن يكون الزنار قد سرق وقالت أن الأضرار في الكنيسة بحد ذاتها خارجيّة.

## مواقع خارجية
- صور من كنيسة أم الزنار.
- مطرانية حمص وحماه للسريان الأرثوذكس.